# Городская усадьба Попова — Елагина
Городская усадьба С. Г. Попова и П. Д. Елагина — здание в центре Москвы (Лялин пер., д. 10/14). Построена в 1830-х годах в стиле позднего ампира. Городская усадьба имеет статус объекта культурного наследия федерального значения.

## История
В 1833 году московский купец С. Г. Попов подал прошение в Комиссию о строении Москвы на возведение особняка на углу Лялиной площади. Предположительно, строительство было завершено в 1838 году. В советское время в бывшей усадьбе размещались коммунальные квартиры. В тот период особняк лишился части лепного декора.
В постсоветский период в здании размещались различные офисы. В 2016 году особняк был выставлен на торги. По условиям договора, новый собственник должен будет провести инженерно-технические, реставрационные и ремонтные работы, приспособить здание под современное использование.

## Архитектура
Двухэтажный позднеампирный особняк стоит на углу Лялина и Барашевского переулков. Главный фасад, выходящий на Лялин переулок, выделен шестиколонным пилястровым портиком. Фасад завершён аттиком, имеющим характерную для 1830—1840-х годов форму.
В центральной части фасада, выходящего на Барашевский переулок, слегка выступающий ризалит. Три центральных окна второго этажа обрамлены полуциркульными нишами. Сбоку расположена ампирная ограда с воротами, через которые можно попасть во двор.
В комплекс усадьбы также входит трёхэтажный кирпичный дом (Барашевский пер., д. 12), построенный во второй половине XIX века. Там размещались службы.